# Inocenti (1961.)
Inocenti, kratki film redatelja i produkcijskog dizajnera Ivana Martinca.:131, 134, 137 Snimljen u produkciji Kino kluba Beograda. Film je u crno-bijeloj tehnici i mono zvuka. U filmu glumi Vukica Reljić-Šurbanović.